# 9월 계획

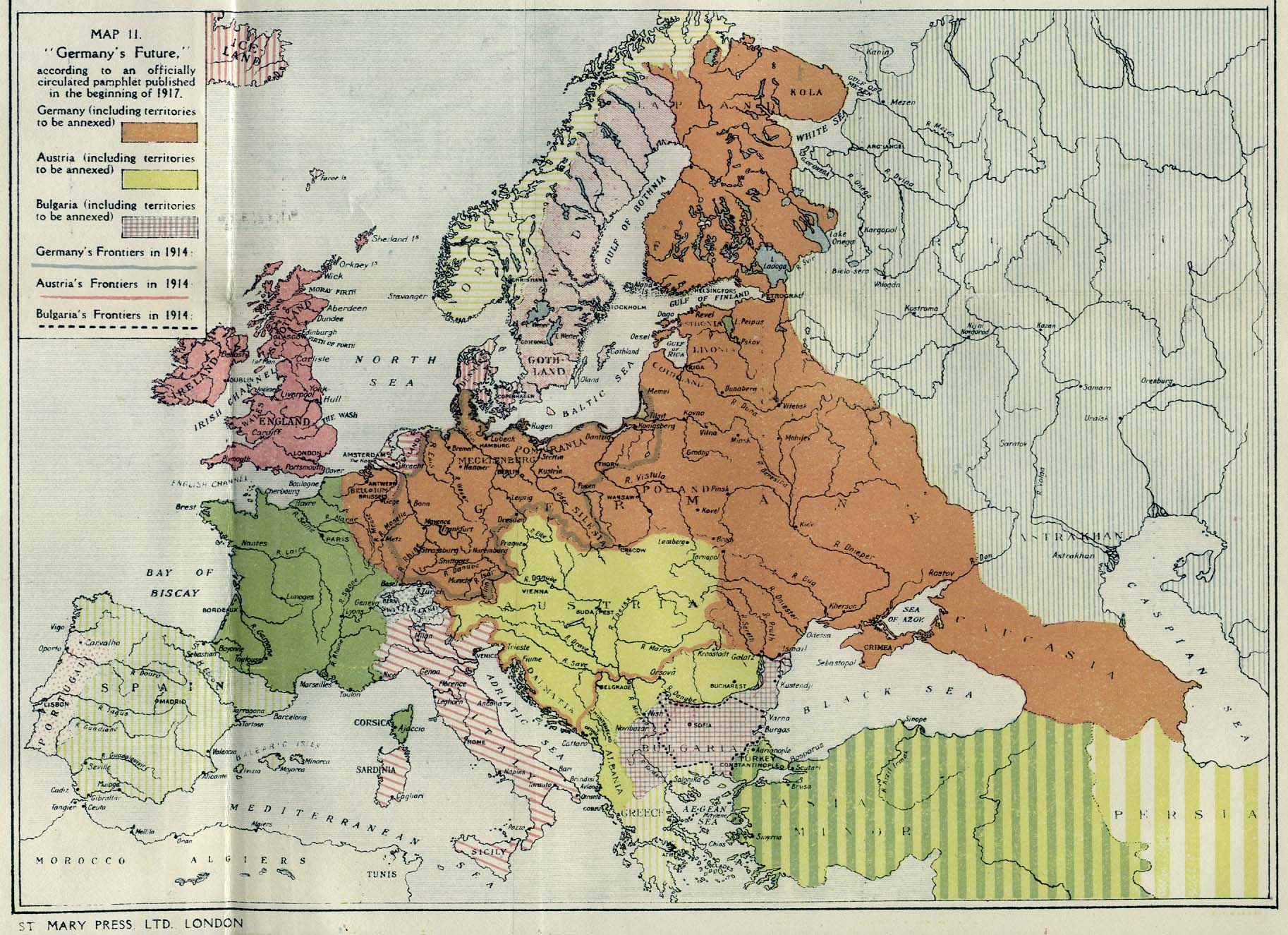

9월 계획(독일어: Septemberprogramm)은 독일 제국의 영토 확장 계획이다. 제1차 세계 대전 개전 시점에 수상 테오발트 폰 베트만홀베히가 입안했다. 수상의 개인비서 쿠르트 리츨러가 1914년 9월 9일 초안을 마련했다. 이때만 해도 서부전선 개전 직후로 독일이 프랑스를 신속하고 결정적으로 꺾으리라 예상되던 시점이었다. 9월 계획에서 제안하는 영토 확장은 서유럽 쪽으로는 프랑스와 벨기에를 제국의 제후국으로 삼고, 동유럽으로는 러시아 제국의 영토 상당부분을 뜯어내는 것을 골자로 한다. 그러나 프랑스가 독일의 초기 공격을 막아내면서 양상이 지리한 참호전으로 전환되고 결국 독일이 패배하면서 9월 계획은 실현되지 못한 채 폐기된다.
지정학적으로 9월 계획은 독일 제국의 전쟁 목표를 보여주는 통찰을 제공하는 기록물으로 두 방향, 즉 서쪽과 동쪽을 향한 독일의 영토 확장 계획의 얼개를 보여준다. 역사학자 프리츠 피셔는 9월 계획이 레벤스라움 철학에 기반한 것이었으며 이 철학에 의해 독일 제국의 주요 전쟁 동기는 영토 확장이 되었다고 말한다. 조너선 스타인버그는 슐리펜 계획이 성공하여 보불전쟁 때처럼 독일이 결정적 승리를 거두었다면 9월 계획이 성공하여 유럽에 독일의 패권이 성립되었을 것이라 보았다.
9월 계획의 상세한 목적은 다음과 같다.
- 프랑스는 북부 영토 일부, 예컨대 철 광산이 있는 브리예나 됭케르크-불로뉴쉬르메르간 연안지역을 벨기에 또는 독일에 할양해야 한다.
- 프랑스는 1백억 금 마르크의 전쟁 배상금을 지불하고 퇴역군인 기금을 비롯한 추가 비용을 제공하며 독일이 지고 있는 모든 국채를 청산한다. 이는 프랑스의 재무장을 방지할 것이고 프랑스 경제를 독일에 종속시켜 프랑스와 영국 사이의 무역을 끝낼 것이다.
- 프랑스는 북부지역의 요새를 철거하여 부분적으로 무장해제한다.
- 벨기에는 독일에 합병되거나 또는 제후국이 되어야 한다. 또한 독일에 동부지역 및 어쩌면 앤트워프를 할양하고 독일에 육해군 기지를 제공해야 한다.
- 룩셈부르크는 독일 제국의 가맹국이 되어야 한다.
- 러시아 제국의 서부 영토를 뜯어내 폴란드 섭정왕국을 비롯한 완충국들을 만든다. 이 완충국들은 "영구히" 독일의 주권 하에 있어야 할 것이다.[4]
- 독일은 중앙유럽 경제조합을 만든다. 표면상으로 평등하지만 실질적으로는 독일이 주도하는 연합이다. 신생 완충국들이 가맹국에 포함될 것이다.
- 독일 식민제국이 확장될 것이다. 독일의 아프리카 식민지는 프랑스와 벨기에의 식민지를 넘겨받아 중앙아프리카를 횡단하도록 확장되어야 한다. 영국과의 협상의 여지를 열어놓기 위해 영국의 식민지는 빼앗지 않는다. 그러나 영국이 세계에 행사하는 "불관용적 패권"은 종지부를 맞아야 한다.
- 네덜란드는 모든 형태의 억압을 피하고 싶다면 독일과 긴밀한 관계를 유지해야 할 것이다.